# Heilige Familie (Breitenbach)

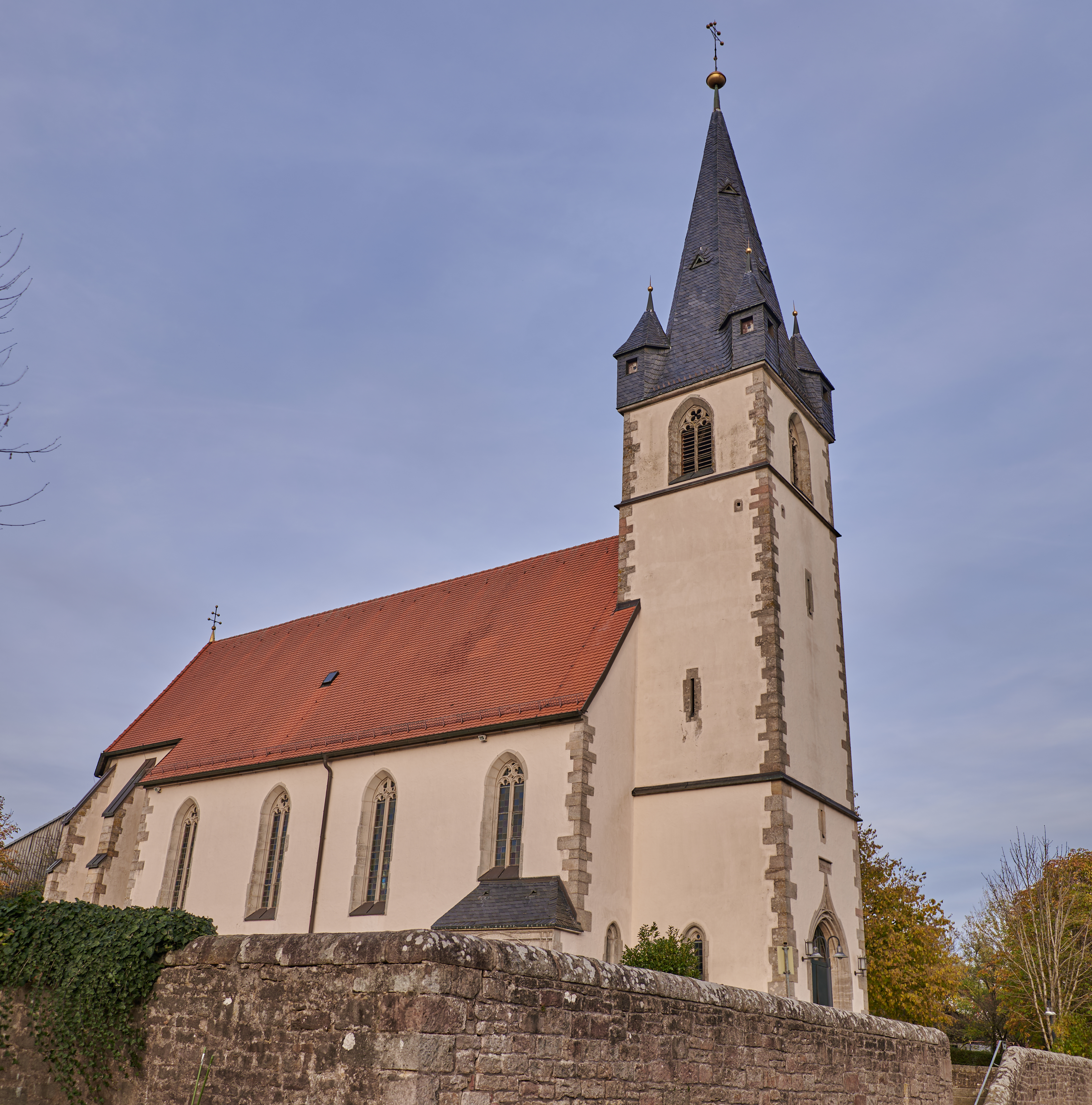
Die Kirche in Breitenbach

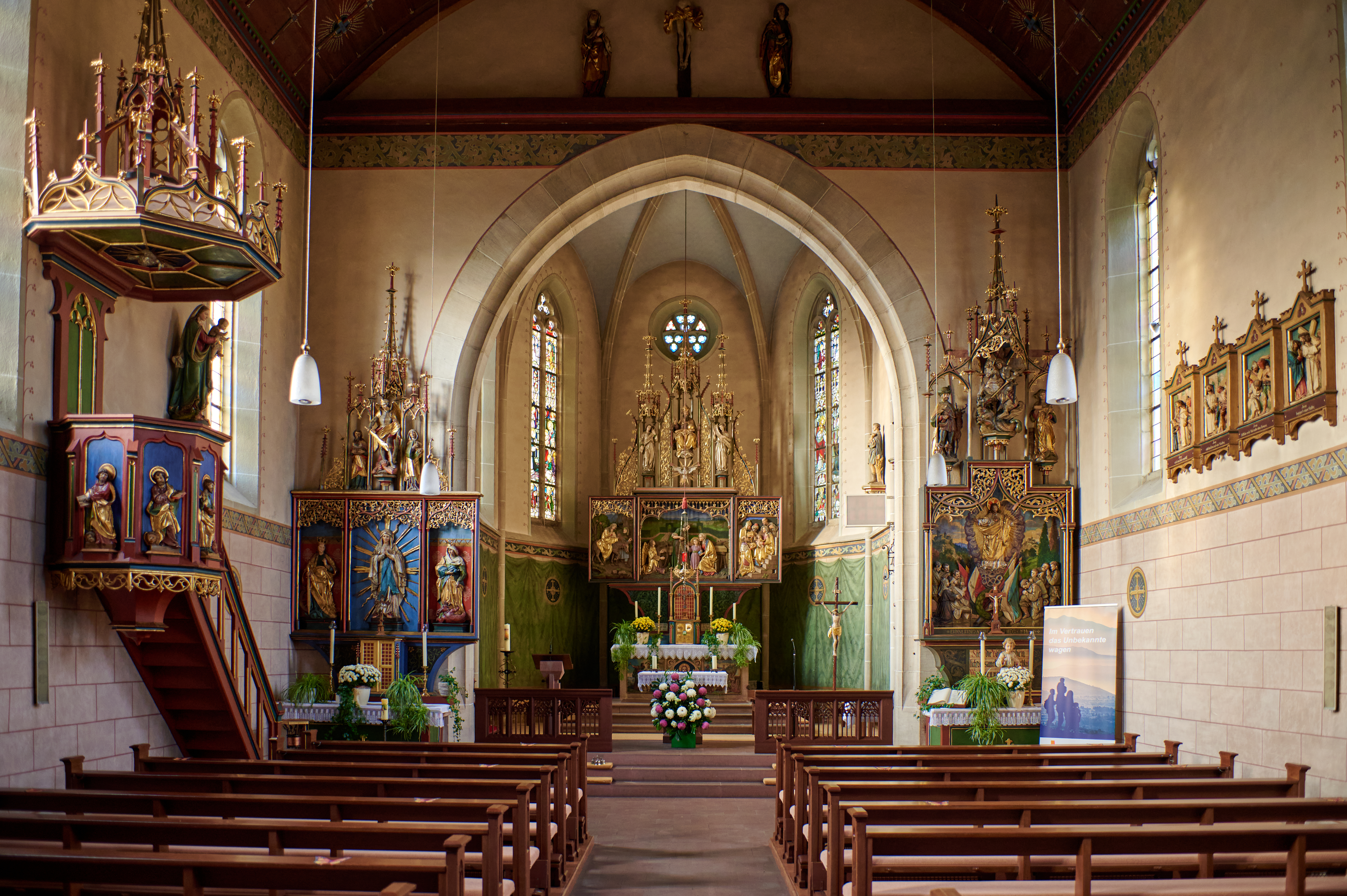
Inneres der Kirche

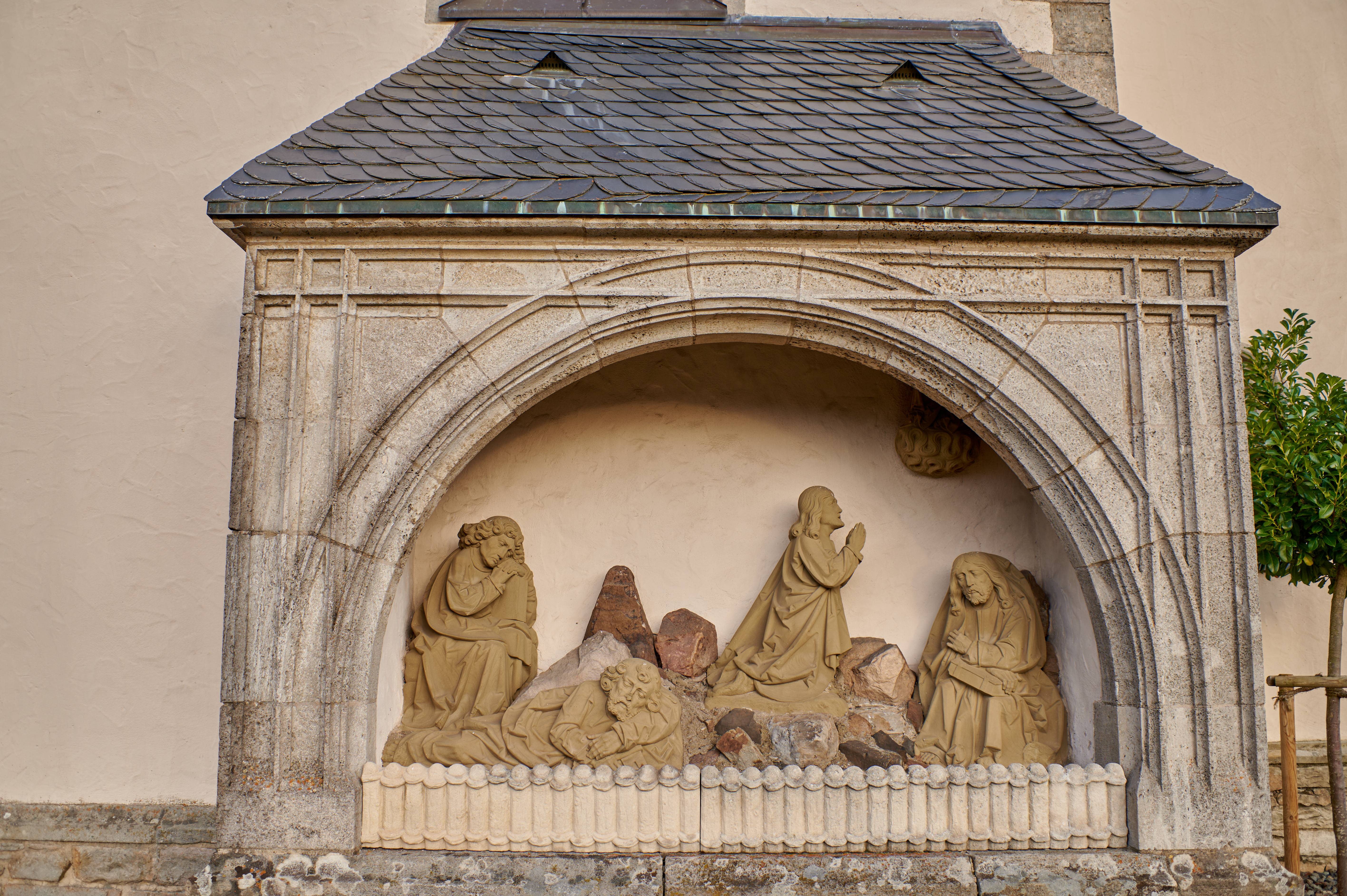
Ölberggruppe auf der Westseite

Die römisch-katholische Filialkirche Heilige Familie ist die Dorfkirche von Breitenbach, einem Ortsteil von Oberleichtersbach im unterfränkischen Landkreis Bad Kissingen. Sie gehört zu den Baudenkmälern von Oberleichtersbach und ist zusammen mit der Ölberggruppe an der Westseite der Kirche, der Kirchhofmauer und dem Friedhofskreuz unter der Nummer D-6-72-138-15 in der Bayerischen Denkmalliste registriert.

## Geschichte
Breitenbach ist ein Filialort der Urpfarrei Oberleichtersbach. Die Stiftung des Ortsbürgers Johann Schum (1813–1884) von 1873/1883 ermöglichte erstmals einen Kirchenbau im Ort. Im Jahr 1903 erhielt der Architekt Otto Schulz aus Nürnberg den Auftrag zum Bau der Kirche, mit dem 1905 begonnen wurde. 
Am 18. Juni 1906 weihte der Würzburger Bischof Ferdinand von Schlör die Kirche ein. In den Jahren 1910 bis 1914 erhielt die Kirche weitgehend ihre Ausstattung. Nur die Seitenaltäre wurden nach dem Ersten Weltkrieg aufgestellt. Von 1982 bis 1984 fand eine Restaurierung der Kirche statt.

## Architektur und Ausstattung
Der Kirchturm mit spitzem Dach und vier Ecktürmchen (Eingangshalle im Untergeschoss) steht im Süden. Das Langhaus mit Tonnengewölbe und der Chor schließen sich nördlich an. Die Einrichtung der Kirche ist neugotisch. Jedoch wurde die Kirche durch den Würzburger Maler Eulogius Böhler im Jugendstil ausgemalt. 
Der Hochaltar ist ein Flügelaltar. In seiner Mitteltafel ist die Heilige Familie dargestellt, in den Seitentafeln die Flucht nach Ägypten (links) und die Anbetung der Heiligen Drei Könige (rechts). Der Zelebrationsaltar und der Ambo aus rotem Sandstein sind Werke des Bildhauers Manfred Keßler aus Stangenroth. Am linken Seitenaltar – ebenfalls ein Flügelaltar – erkennt man eine Madonna mit Seitenfiguren der heiligen Katharina von Alexandrien und der heiligen Margarethe, am rechten Herz Jesu inmitten von Verwund|eten und Soldaten des Ersten Weltkriegs. 
Über dem spitzen Chorbogen ist die Kopie einer Kreuzigungsgruppe von Tilman Riemenschneider angebracht. An der Kanzel befinden sich Figuren der vier Evangelisten. Zu erwähnen ist noch die Ölberggruppe an der Westseite der Kirche. Es handelt sich um eine Kopie der Ölberggruppe von Tilman Riemenschneider in Heidingsfeld.

## Orgel
Die Orgel wurde im Jahr 1909 von dem Würzburger Orgelbauer Martin Joseph Schlimbach neu erbaut. Das dunkelgrün gefasste Gehäuse hat einen rechteckigen Flachprospekt mit drei Feldern, die mit vergoldetem Schnitzwerk ausgeschmückt sind. Darüber befindet sich ein Schriftfries: "Lobsinget dem Herren, denn er ist gütig; singet Psalmen seinem Namen, weil er lieblich ist." (Psalm 134,3). 
Das Instrument hatte 13 Register, verteilt auf zwei Manualen und Pedal. Der Spieltisch war mittig vor der Orgel platziert. Die Disposition lautete:
| I Manual C–f3 |       |
| Principal     | 8′    |
| Salicional    | 8′    |
| Flöte         | 8′    |
| Gamba         | 8′    |
| Octav         | 4′    |
| Mixtur II–III | 2 ⁄3′ |

| II Manual C–f3  |    |
| Gedackt         | 8′ |
| Geigenprincipal | 8′ |
| Flöte           | 4′ |
| Fugara          | 4′ |

| Pedal C–d1  |     |
| Subbaß      | 16′ |
| Violon      | 16′ |
| Violoncello | 8′  |

Im Jahr 1977 erfolgte ein Umbau der Orgel durch den Orgelbauer Norbert Krieger aus Zellingen-Retzbach. Dabei wurde die Orgel mit einer elektro-pneumatischen Traktur versehen und ein neuer Spieltisch freistehend an die Emporenbrüstung seitlich links versetzt. Die Disposition wurde leicht verändert und um ein Register ergänzt (Spitzflöte 2').
Ein weiterer Umbau durch die Firma Krieger erfolgte im Jahr 1991: Die Disposition wurde auf 19 Register erweitert und ein eigener Keilbalg für das II. Manual eingebaut. Die Disposition lautet jetzt:
| I Manual C–f3 |    |
| Prinzipal     | 8′ |
| Flöte         | 8′ |
| Salizional    | 8′ |
| Octav         | 4′ |
| Rohrflöte     | 4′ |
| Oktave        | 2' |
| Mixtur II     | 2' |
| Trompete      | 8' |

| II Manual C–f3  |       |
| Gedackt         | 8′    |
| Prinzipal       | 4′    |
| Flöte           | 4′    |
| Sesquialter II  | 2 ⁄3′ |
| Spitzflöte      | 2'    |
| Rauschpfeife II | 1'    |
| Krummhorn       | 8'    |

| Pedal C–d1  |     |
| Violonbass  | 16′ |
| Subbass     | 16′ |
| Violoncello | 8′  |
| Choralbass  | 4'  |

- Koppeln: II/I, I/P, II/P
- Spielhilfen: Handregister, 2 freie Kombinationen, Pedal II, Tutti, Piano-Pedal ab